# Ekbladet
Ekbladet är studenttidningen vid Handelshögskolan i Umeå. Tidningen kommer ut fyra gånger per år och produceras av en redaktion bestående av 20 personer under ledning av en chefredaktör. Tidningen har en upplaga på 2 000 exemplar och skickas ut till samtliga HHUS-medlemmar samt svenska storföretags rekrytering- och marknadsavdelningar.